# 四国の鉄道路線
四国の鉄道路線（しこくのてつどうろせん）
解説：
- 「広域：」とは、その地域内の複数の部分にまたがる路線である。地域内で完結している。
- 「超広域：」とは、その地域と他の地域にまたがる路線である。
  - 詳細については、その地域を含む親の地域の「広域」にある同じ路線名の記述を参照。
  - 四国地方以外の路線が紛れ込んでいる可能性もある。その場合は、単に削除するのではなく、適切な記事に移動するか、誤りの指摘をしていただきたい。

- 各路線の区間は『鉄道要覧』を基準としている。
- 同じ路線でも支線（別線）および事業種別の違う区間は別掲しており、各地方ごとに起点側から(1)、(2)…と番号を付けている。
- 特記無き路線は鉄道事業法に基づく鉄道路線、［軌道法適用］と記載がある路線は軌道法に基づく軌道路線である。

廃止された鉄道路線については日本の廃止鉄道路線一覧を参照。

## 四国
- 超広域：
  - 本四備讃線 （四国旅客鉄道）：児島駅 - 宇多津駅  (18.1 km)
- 広域：
  - 予讃線 （四国旅客鉄道）：高松駅 - 宇和島駅  (297.6 km)
  - 予土線 （四国旅客鉄道）：北宇和島駅 - 若井駅  (76.3 km)
  - 高徳線 （四国旅客鉄道）：高松駅 - 徳島駅  (74.5 km)
  - 土讃線 （四国旅客鉄道）：多度津駅 - 窪川駅  (198.7 km)
  - 阿佐海岸鉄道阿佐東線 （阿佐海岸鉄道）：阿波海南信号場 - 甲浦信号場  (10.0 km)

### 徳島県
- 超広域：土讃線 高徳線 阿佐海岸鉄道阿佐東線
- 広域：
  - 徳島線 （四国旅客鉄道）：佃駅 - 佐古駅  (67.5 km)
  - 牟岐線 （四国旅客鉄道）：徳島駅 - 阿波海南駅  (77.8 km)
- 鳴門市
  - 鳴門線 （四国旅客鉄道）：池谷駅 - 鳴門駅  (8.5 km)

### 香川県
- 超広域：予讃線 本四備讃線 土讃線 高徳線
- 広域：
  - 高松琴平電気鉄道琴平線 （高松琴平電気鉄道）：高松築港駅 - 琴電琴平駅  (32.9 km)
  - 高松琴平電気鉄道志度線 （高松琴平電気鉄道）：瓦町駅 - 琴電志度駅  (12.5 km)
  - 高松琴平電気鉄道長尾線 （高松琴平電気鉄道）：瓦町駅 - 長尾駅  (14.6 km)
- 高松市
  - 八栗ケーブル （四国ケーブル）：八栗登山口駅 - 八栗山上駅  (0.7 km)

### 愛媛県
- 超広域：予讃線 予土線
- 広域：
  - 予讃線(1) （四国旅客鉄道）：向井原駅 - 内子駅  (23.5 km)
  - 内子線 （四国旅客鉄道）：新谷駅 - 内子駅  (5.3 km)
  - 伊予鉄道横河原線 （伊予鉄道）：松山市駅 - 横河原駅  (13.2 km)
  - 伊予鉄道郡中線 （伊予鉄道）：松山市駅 - 郡中港駅  (11.3 km)
- 松山市
  - 伊予鉄道高浜線 （伊予鉄道）：高浜駅 - 松山市駅  (9.4 km)
  - 伊予鉄道城北線 （伊予鉄道）[注釈 1]：古町駅 - 平和通一丁目停留場  (2.7 km)
  - 伊予鉄道城南線 （伊予鉄道）［軌道法適用］：道後温泉駅 - 西堀端停留場  (3.5 km)
  - 伊予鉄道本町線 （伊予鉄道）［軌道法適用］：本町一丁目停留場 - 本町六丁目停留場  (1.5 km)
  - 伊予鉄道大手町線 （伊予鉄道）［軌道法適用］：古町駅 - 西堀端停留場  (1.4 km)
  - 伊予鉄道花園線 （伊予鉄道）［軌道法適用］：松山市駅停留場 - 南堀端停留場  (0.4 km)
  - 伊予鉄道連絡線 （伊予鉄道）［軌道法適用］：平和通一丁目停留場 - 上一万停留場  (0.1 km)
- 大洲市
  - 予讃線(2) （四国旅客鉄道）：新谷駅 - 伊予大洲駅  (5.9 km)

### 高知県
- 超広域：土讃線 予土線 阿佐海岸鉄道阿佐東線
- 広域：
  - 土佐くろしお鉄道中村線 （土佐くろしお鉄道）：窪川駅 - 中村駅  (43.0 km)
  - 土佐くろしお鉄道宿毛線 （土佐くろしお鉄道）：中村駅 - 宿毛駅  (23.6 km)
  - 土佐くろしお鉄道阿佐線（ごめん・なはり線） （土佐くろしお鉄道）：奈半利駅 - 後免駅  (42.7 km)
  - とさでん交通伊野線 （とさでん交通）［軌道法適用］：はりまや橋停留場 - 伊野停留場  (11.2 km)
  - とさでん交通後免線 （とさでん交通）［軌道法適用］：はりまや橋停留場 - 後免町停留場  (10.9 km)
- 高知市
  - とさでん交通桟橋線 （とさでん交通）［軌道法適用］：はりまや橋停留場 - 桟橋通五丁目停留場  (0.8 km)
  - とさでん交通駅前線 （とさでん交通）［軌道法適用］：はりまや橋停留場 - 高知駅前停留場  (2.4 km)